# Daniele (Toszek)
Daniele – osiedle miasta Toszek, położone w północno-zachodniej części miasta, niedaleko osiedla Oracze.